# Federazione Internazionale Slittino

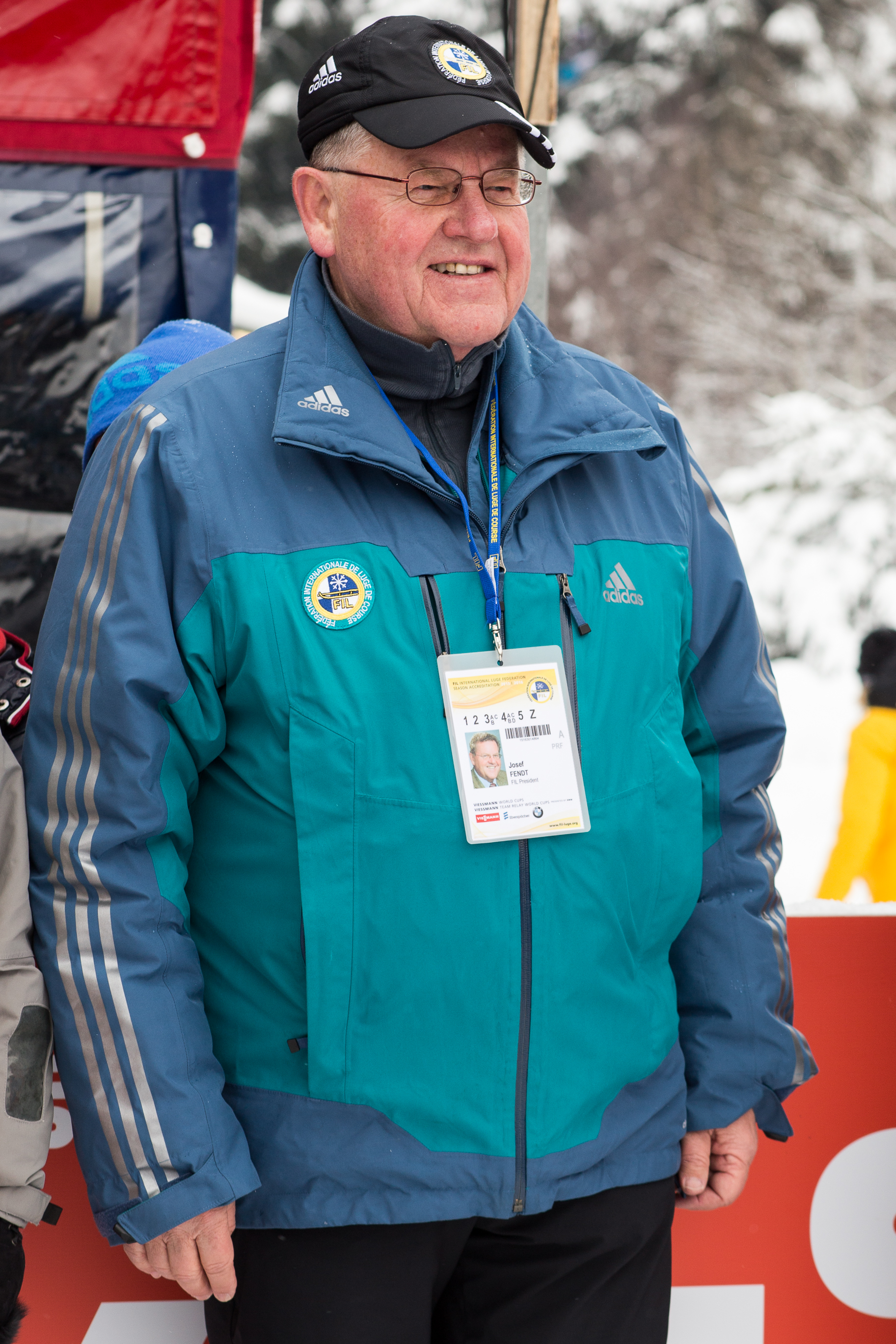
Josef Fendt, Presidente della Federazione Internazionale Slittino dal 1994 al 2020

La Federazione Internazionale Slittino (FIL), nata come Fédération Internationale de Luge de course (in lingua francese), oggi ufficialmente denominata International Luge Federation (in lingua inglese), è la federazione sportiva internazionale, riconosciuta dal CIO, che governa lo sport olimpico dello slittino e dello slittino su pista naturale (non olimpico).

## Coppe del Mondo organizzate
- Coppa del Mondo di slittino
- Coppa del Mondo di slittino su pista naturale

## Campionati mondiali organizzati
- Campionati mondiali di slittino
- Campionati mondiali juniores di slittino
- Campionati mondiali di slittino su pista naturale
- Campionati mondiali juniores di slittino su pista naturale

## Campionati continentali organizzati
- Campionati europei di slittino
- Campionati europei juniores di slittino
- Campionati pacifico-americani di slittino
- Campionati pacifico-americani juniores di slittino
- Campionati asiatici di slittino
- Campionati europei di slittino su pista naturale
- Campionati europei juniores di slittino su pista naturale

## Presidenti
- Bert Isatitsch (1957–1994)[4]
- Josef Fendt (1994–2020)[5]
- Einars Fogelis (2020–)[2]

## Hall of Fame
Nel 2004 la FIL ha istituito l'Hall of Fame per insignire coloro che si sono maggiormente distinti nella storia di questa disciplina. Attualmente solo otto atleti fanno parte di questa élite.
| Anno | Nome                  | Nazione                   |
| ---- | --------------------- | ------------------------- |
| 2004 | Klaus-Michael Bonsack | Germania Est              |
| 2004 | Paul Hildgartner      | Italia                    |
| 2004 | Margit Schumann       | Germania Est              |
| 2005 | Josef Feistmantl      | Austria                   |
| 2005 | Hans Rinn             | Germania Est              |
| 2006 | Vera Zozulja          | Unione Sovietica          |
| 2012 | Georg Hackl           | Germania Ovest / Germania |
| 2012 | Gerhard Pilz          | Austria                   |
| 2019 | Armin Zöggeler        | Italia                    |